# (74412) 1999 AZ7
(74412) 1999 AZ7 – planetoida z pasa głównego asteroid okrążająca Słońce w ciągu 5,58 lat w średniej odległości 3,15 j.a. Odkryta 13 stycznia 1999 roku.